# Aeroportul Leoš Janáček Ostrava
Aeroportul Leoš Janáček Ostrava (IATA: OSR, ICAO: LKMT) este un aeroport din Albrechtičky⁠(d), Nový Jičín, Moravia-Silezia, Cehia ce deservește zona Ostrava. Aeroportul a fost tranzitat în 2021 de 137.609 pasageri. A fost deschis în 1939 și numit după Leoš Janáček.
Situat la o altitudine de 257 m, aeroportul dispune de 1 pistă. Este operat de Letiště Ostrava⁠(d).

## Infrastructură

### Piste
Aeroportul dispune de o singură pistă. Pista are orientarea 04/22. 